# Szeben
Het comitaat Szeben (Hongaars: Szeben vármegye, Roemeens: Comitatul Sibiu, Duits: Komitat Hermannstadt) is een historisch comitaat in het vroegere koninkrijk Hongarije. Het ligt vandaag in de Roemeense regio Zevenburgen.

## Geschiedenis

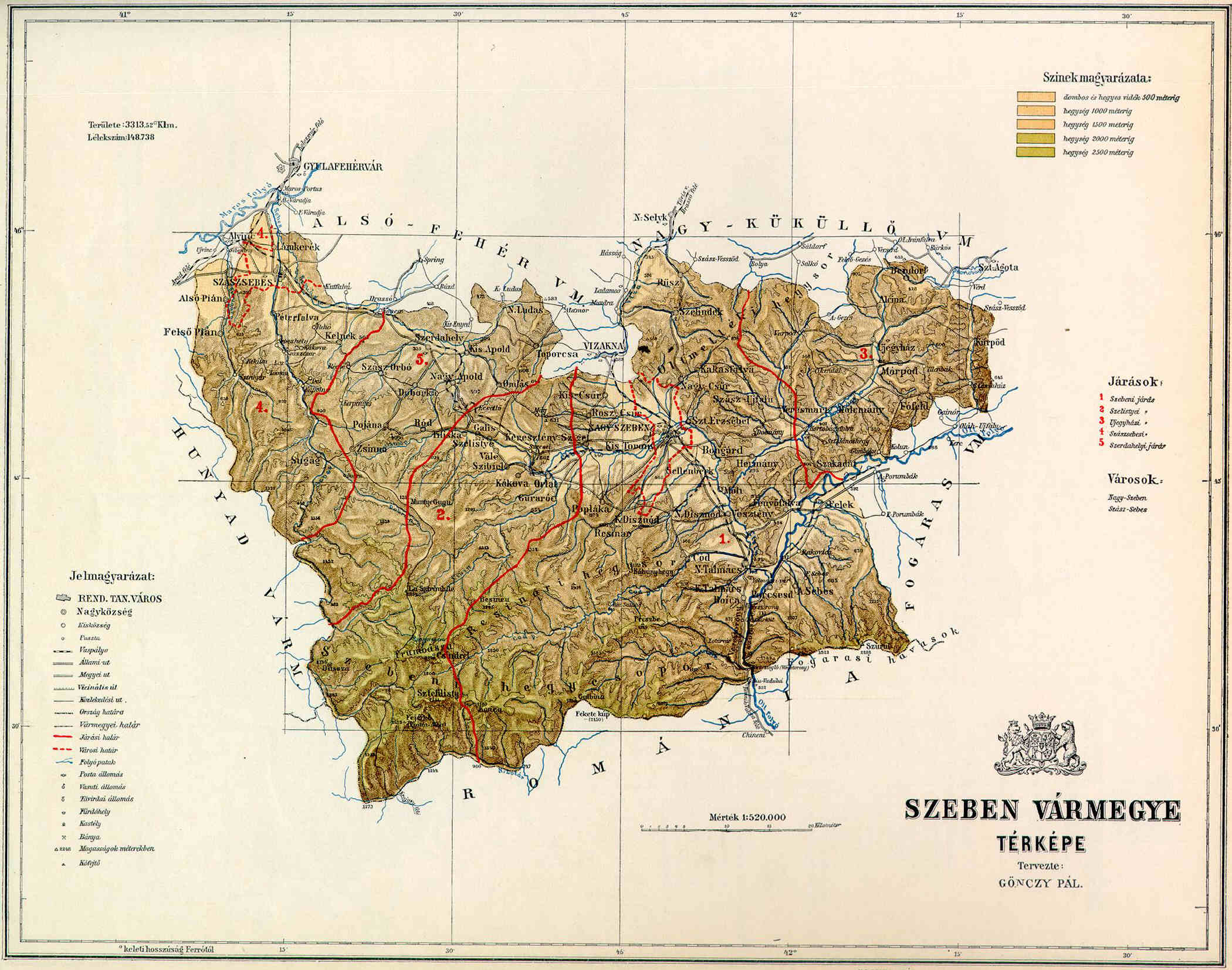
Kaart van het comitaat Szeben in 1890

Het comitaat ontstond in 1876 bij de hervorming van de Hongaarse comitaten uit enerzijds vier van de zogenaamde Zeven Stoelen (administratieve indeling van het gebied bewoond door de Zevenburger Saksen), namelijk Hermannstadt, Mühlbach, Reußmarkt en Leschkirch, en anderzijds kleine delen van de comitaten Alsó-Fehér en Felső-Fehér. Szeben bestond in deze vorm tot Hongarije het in 1920 met het Verdrag van Trianon aan Roemenië verloor en had vervolgens als het voormalige Roemeense district Sibiu dezelfde grenzen tot 1960. Sindsdien ligt het leeuwendeel van dit gebied in het huidige district Sibiu en het gebied rond de stad Sebeș in het district Alba.

## Ligging
Het comitaat besloeg met zijn 88 gemeenten (in 1881) een oppervlakte van ongeveer 3.600 km² en grensde aan de comitaten Hunyad, Alsó-Fehér, Fogaras en aan het Koninkrijk Roemenië. Voornamelijk in het zuiden is het een bijzonder bergachtig comitaat. Door de vruchtbare laaglanden stromen onder andere de Olt en de Cibin (Hongaars: Szeben), waaraan het comitaat zijn naam te danken heeft.
In het jaar 1881 woonden er in Szeben 141.627 inwoners; zowel Roemenen, Saksen als Hongaren. De hoofdplaats was Nagyszeben, in het Roemeens Sibiu.

## Bevolkingssamenstelling

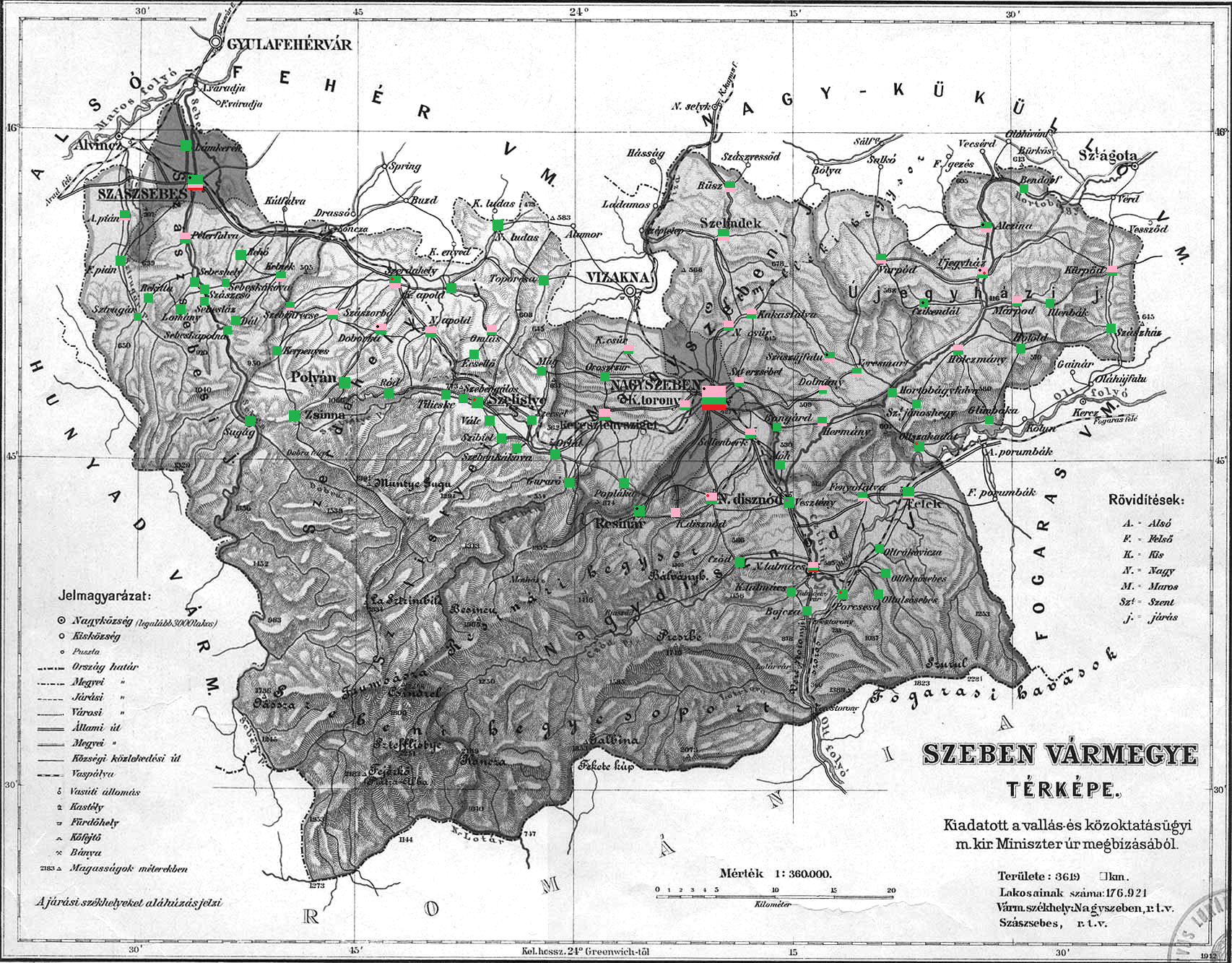
Etnische kaart van het comitaat met de data van de volkstelling van 1910

| Volkstelling | Totaal  | Roemeens         | Duits           | Hongaars       | Overig of onbekend |
| ------------ | ------- | ---------------- | --------------- | -------------- | ------------------ |
| 1880         | 141.627 | 90.802 (66,27%)  | 40.723 (29,72%) | 2.991 (2,18%)  | 2.497 (1.82%)      |
| 1890         | 148.738 | 98.719 (66,37%)  | 42.497 (28,57%) | 4.342 (2,92%)  | 3.180 (2,14%)      |
| 1900         | 166.188 | 108.413 (65,24%) | 47.678 (28,69%) | 8.084 (4,86%)  | 2.013 (1,21%)      |
| 1910         | 176.921 | 113.672 (64,25%) | 49.757 (28,12%) | 10.159 (5,74%) | 3.333 (1,88%)      |

## Districten
| Stoeldistricten (járások) | Stoeldistricten (járások)                   |
| Stoeldistrict             | Hoofdplaats                                 |
| ------------------------- | ------------------------------------------- |
| Nagydisznód               | Nagydisznód, tegenwoordig Cisnădie          |
| Nagyszeben                | Nagyszeben, tegenwoordig Sibiu              |
| Szászsebes                | Szászsebes, tegenwoordig Sebeș              |
| Szelistye                 | Szelistye, tegenwoordig Săliște             |
| Szerdahely                | Szerdahely, tegenwoordig Miercurea Sibiului |
| Újegyház                  | Újegyház, tegenwoordig Nocrich              |

| Stadsdistricten (rendezett tanácsú városok) | Stadsdistricten (rendezett tanácsú városok) |
| ------------------------------------------- | ------------------------------------------- |
| Nagyszeben, tegenwoordig Sibiu              |                                             |
| Szászsebes, tegenwoordig Sebeș              |                                             |